# Liste der Bodendenkmale in Gutenborn
In der Liste der Bodendenkmale in Gutenborn sind alle Bodendenkmale der Gemeinde Gutenborn und ihrer Ortsteile aufgelistet. Grundlage ist die Veröffentlichung der Landesdenkmalliste mit Stand vom 25. Februar 2016. Die Baudenkmale sind in der Liste der Kulturdenkmale in Gutenborn aufgeführt.

## Liste
| Denkmal-ID | Fundart             | Ortsteil    | Bezeichnung                                          | Zeitstellung | Lage                                                                                         | Bemerkungen | Bild |
| ---------- | ------------------- | ----------- | ---------------------------------------------------- | ------------ | -------------------------------------------------------------------------------------------- | --- | ---- |
| 428300011  | Befestigung > Burg  | Heuckewalde | Erdwerk - Wasserburg „Schloss“                       | Mittelalter  | am SW-Ortsrand Ortslage (Lage)                                                               | Park mit Schloss bebaut gepflegtes Umfeld |      |
| 428300007  | Grabmal > Grabhügel | Heuckewalde | Hügelgräbergruppe, 6 Grabhügel u. a. der „Tanzhügel“ | Neolithikum  | 200 m östlich vom Ort - Hügelgräber im Holzfeld, nur zum Teil am Ortsrand, Waldgebiet (Lage) | Nur der als 'Tanzhügel' bezeichnete GH wurde gefunden. Der Wald ist im Sommer nahezu undurchdringlich. Auffällig waren mehrere abgetragene Stellen im Wald; dort Rest von Müll (Ziegel, Konservendosen, Glasflaschen) -->ehemalige Panzerstellung? - oder Hügel |      |